# Charles W. Sandman

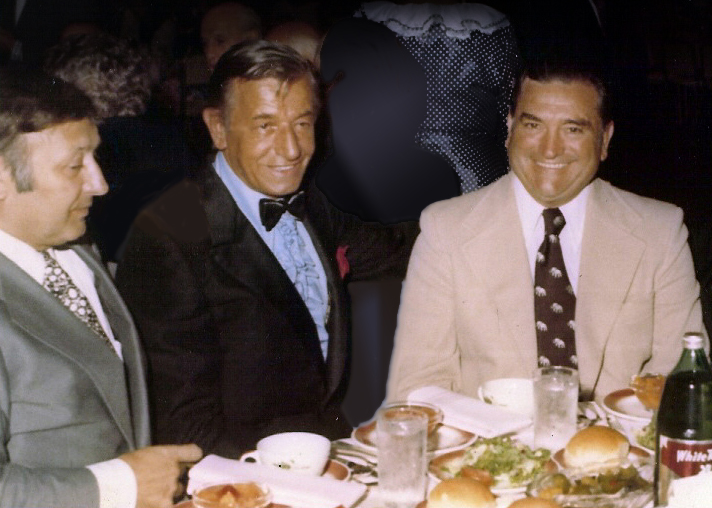
Charles W. Sandman (rechts) im Jahr 1973

Charles William Sandman Jr. (* 23. Oktober 1921 in Philadelphia, Pennsylvania; † 26. August 1985 in Cape May, New Jersey) war ein US-amerikanischer Politiker. Zwischen 1967 und 1975 vertrat er den Bundesstaat New Jersey im US-Repräsentantenhaus.

## Werdegang
Charles Sandman besuchte die Cape May High School und studierte danach an der Temple University in Philadelphia. Während des Zweiten Weltkrieges diente Sandman als Pilot im Fliegerkorps der United States Army. Nach einem Abschuss verbrachte er sieben Monate in deutscher Kriegsgefangenschaft. Nach einem anschließenden Jurastudium und seiner 1949 erfolgten Zulassung als Rechtsanwalt begann er in diesem Beruf zu arbeiten. Sandman wurde auch juristischer Vertreter der Stadt Cape May. Gleichzeitig begann er als Mitglied der Republikanischen Partei eine politische Laufbahn. Zwischen 1955 und 1967 gehörte er dem Senat von New Jersey an; in den Jahren 1964 und 1965 leitete er dort die republikanische Fraktion. Von 1956 bis 1968 war Sandman Delegierter zu allen Republican National Conventions. Zwischen 1962 und 1967 fungierte er als Vorsitzender des New Jersey State Narcotics Investigating Committee. 1966 nahm er als Delegierter an einer Versammlung zur Überarbeitung der Staatsverfassung von New Jersey teil.
Bei den Kongresswahlen des Jahres 1966 wurde Sandman im zweiten Wahlbezirk von New Jersey in das US-Repräsentantenhaus in Washington, D.C. gewählt, wo er am 3. Januar 1967 die Nachfolge von Thomas C. McGrath antrat. Nach drei Wiederwahlen konnte er bis zum 3. Januar 1975 vier Legislaturperioden im Kongress absolvieren. Diese waren von den Ereignissen des Vietnamkrieges und der Bürgerrechtsbewegung geprägt. 1973 kandidierte Sandman erfolglos für das Amt des Gouverneurs von New Jersey. Ein Jahr später wurde er als Kongressabgeordneter ebenfalls nicht wiedergewählt, was auch ein Resultat der Watergate-Affäre war, die vielen republikanischen Kandidaten 1974 schadete.
Nach dem Ende seiner Zeit im US-Repräsentantenhaus lebte Sandman in Cape May, wo er am 26. August 1985 verstarb.

### Im Justizausschuss des Repräsentantenhauses
Sandman saß im Justizausschuss des Repräsentantenhauses, als dieser über die Amtsenthebung von US-Präsident Richard Nixon abzustimmen hatte, und gehörte dort zu den Verteidigern des Präsidenten. Sandman monierte vor allem die in seinen Augen allzu summarischen "Articles of Impeachment" und deren Mangel an detaillierten und stichhaltigen Beweisen für kriminelle Handlungen des Präsidenten: "Die Beweise müssen klar sein, sie müssen unwiderlegbar sein, nur diese beiden Begriffe zählen und nichts sonst: Klar und unwiderlegbar!" Nach Auftauchen des entscheidenden Tonband-Mitschnitts im Juli 1974 zog auch Sandman jegliche Unterstützung für Nixon zurück.